# وسلی سو
وسلی بارباسا سو (انگلیسی: Wesley Barbasa So؛ زادهٔ ۹ اکتبر ۱۹۹۳) استادبزرگ شطرنج آمریکایی است. او قهرمان کنونی شطرنج ایالات متحده آمریکا است.